# Derek de Lint
Derek de Lint (Haia, Holanda do Sul, 17 de julho de 1950) é um ator neerlandês.

## Principais filmes
- 1977 - Soldaat van Oranje (br: Soldado de laranja), de Paul Verhoeven
- 1986 - De Aanslag (br / pt: O assalto), de Fons Rademakers
- 1987 - 3 Men and a Baby (br: Três solteirões e um bebê), de Leonard Nimoy
- 1988 - Stealing Heaven (br: Em nome de Deus), de Clive Donner
- 1988 - The Unbearable Lightness of Being (br: A insustentável leveza do ser), de Philip Kaufman
- 1995 - Lang leve de koningin (br: Viva a rainha!), de Esmé Lammers
- 1998 - Deep Impact (br: Impacto profundo), de Mimi Leder
- 2011 - Nova Zembla (br: Senhor dos Mares), de Reinout Oerlemans